# Labeobarbus roylii
Labeobarbus roylii es una especie de peces de la familia Cyprinidae, orden Cypriniformes.
Son peces dulceacuícolas africanos que pueden llegar alcanzar los 49 cm de longitud total.